# Parco regionale Campo dei Fiori
Il parco regionale Campo dei Fiori è un'area naturale protetta sita nella provincia di Varese, in Lombardia. Istituito nel 1984 con la legge regionale n.17 del 19 marzo 1984, si estende essenzialmente sui territori occupati dal Massiccio del Campo dei Fiori e dal Massiccio del monte Martica. Il Parco è delimitato a Nord e a Nord-Ovest dalla Valcuvia, ad Est dalla Valganna e a Sud dalla città di Varese e dalla strada statale che conduce a Laveno-Mombello. I due massicci sono separati dalla Val di Rasa che unisce la Valcuvia alla Valle dell'Olona.
Nel 2018 il parco naturale della Valle del Ticino, il parco naturale lombardo della Valle del Ticino, il  parco nazionale della Val Grande e il parco regionale Campo dei Fiori sono stati inclusi nella riserva della biosfera UNESCO Ticino Val Grande Verbano. Quest’ultima copre un territorio di oltre 3.320 km² tra Lombardia e Piemonte, dalle alpi alla foce del Ticino nel Po, estendendosi, a nord, fino al confine con la Svizzera.

## La gestione
Il Parco è gestito dall'Ente Parco Regionale Campo dei Fiori che ha la propria sede a Brinzio.

## Orografia e Geologia
Il Massiccio del Campo dei fiori fa parte della catena delle Prealpi Varesine. I rilievi che lo costituiscono sono formati in gran parte da rocce calcaree che hanno permesso lo sviluppo di fenomeni carsici: in tutto il parco si contano 130 grotte, con un'estensione totale delle relative gallerie di 30 km, tanto che una sezione del parco è stata dichiarata sito di interesse comunitario con la denominazione Grotte del Campo dei Fiori. Presenta due facce differenti: il lato settentrionale è costituito da aspri pendii e pareti verticali mentre il lato meridionale da pendii più morbidi ricoperti da foreste di latifoglie.

### Fenomeni geologici

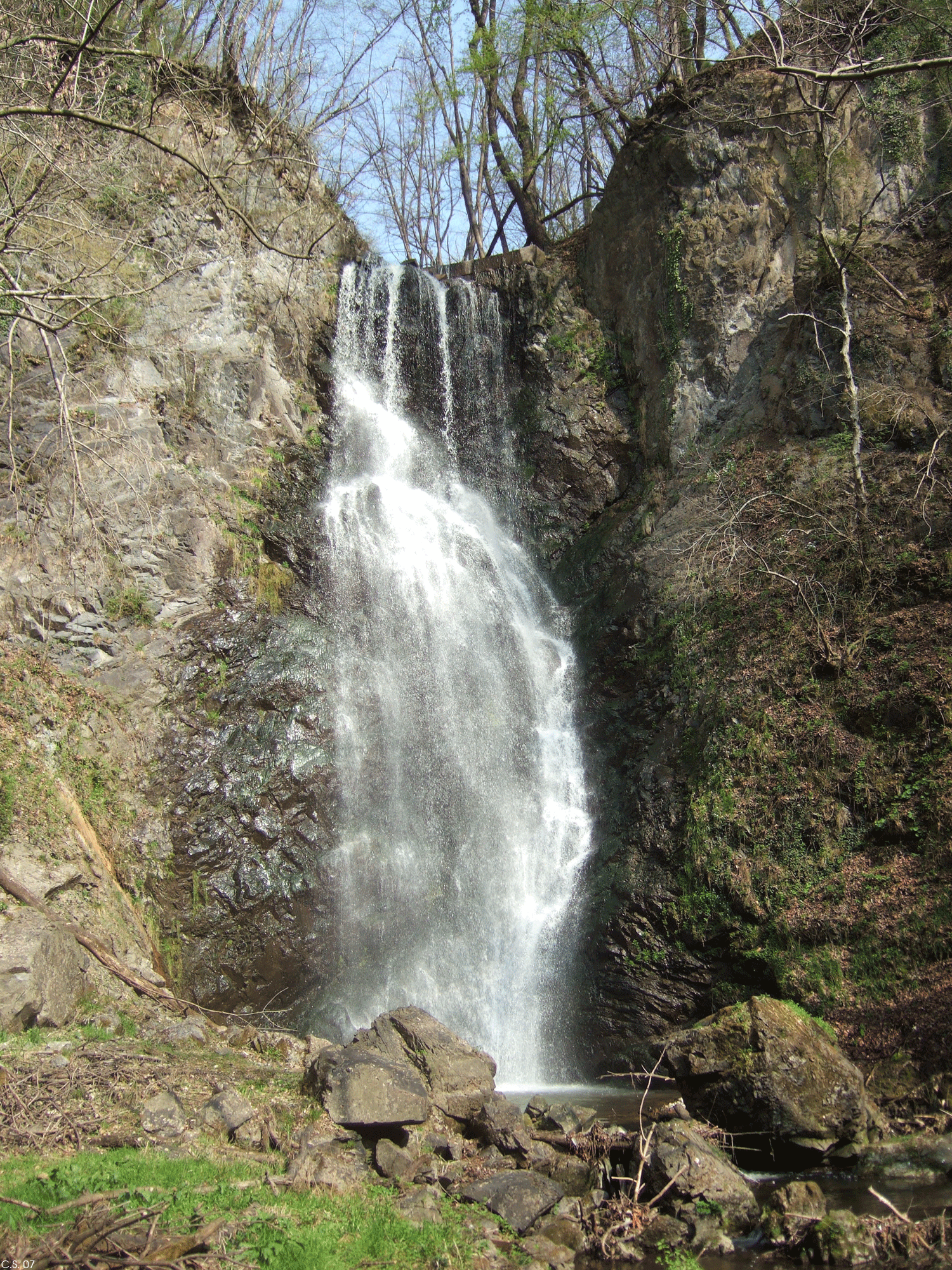
Cascata del Pesegh, Brinzio.

- Fonte del Ceppo: sorgente carsica attiva tutto l'anno, Santa Maria del Monte.
- Sorgente sulla SP 45 in comune di Cuvio: sorgente di frattura all'interno di un tronco di Faggio, Cuvio.
- Marmitte dei giganti del torrente Vellone: forme di abrasione prodotte dall'erosione dell'acqua, Velate.
- Masso erratico di Brinzio: grosso masso in gneiss trasportato e depositato dai ghiacciai nella valle di Intrino, sul versante nord del Campo dei Fiori.
- Forre della Valganna: profonde incisioni a pareti ripide, erose dall'acqua, a nord delle Grotte della Valganna.
- Cascata del Pesegh: formata dall'unione delle acque dei torrenti Brivola e Valmolina, Brinzio.

### Zone umide
- Lago di Ganna, Valganna
- Laghetto di Brinzio, Brinzio.
- Torbiera del Pau Majur, Brinzio.
- Torbiera del Carecc, Castello Cabiaglio.
- Laghetto della Motta d'oro: piccolo specchio d'acqua sul versante sud del Campo dei Fiori, Gavirate.
- Stagno della Tagliata: piccolo stagno alimentato da acqua di falda, località Tagliata.

### Aree Naturali
All'interno del Parco sono presenti sei Riserve naturali a protezione degli ambienti più caratteristici:
- Riserva del Lago di Ganna,
- Riserva del Lago di Brinzio,
- Torbiera Pau Majur,
- Torbiera del Carecc,
- Riserva del Monte Campo dei Fiori,
- Riserva della Martica-Chiusarella

## Flora

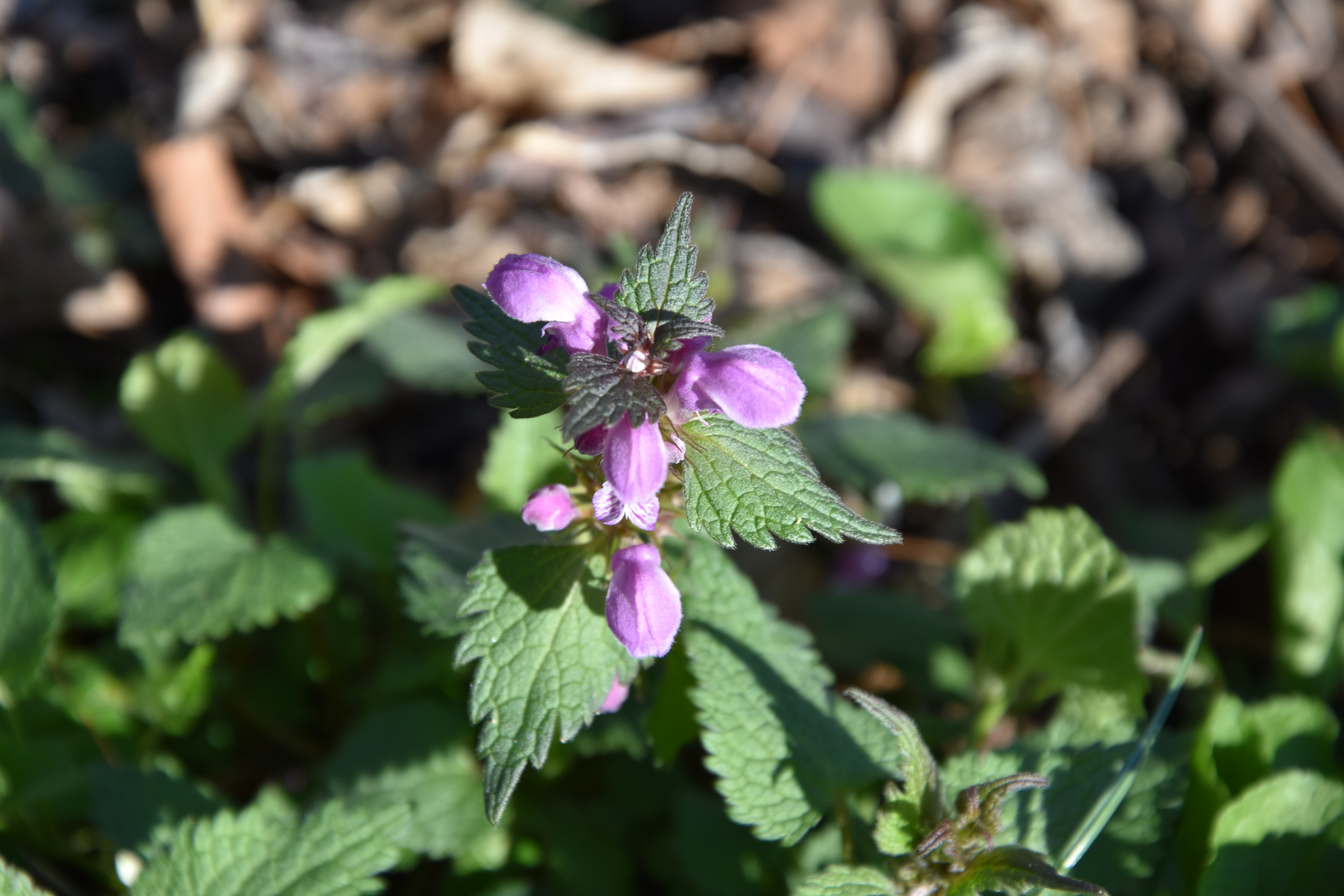
Una falsa ortica macchiata lungo il percorso del Sacro Monte

I pendii sono dominati da boschi di latifoglie: fino a 600 m prevalgono i castagni, con frassino, tigli e acero montano nei valloni più umidi. Sulla parte sommitale del Massiccio del Campo dei Fiori vengono sostituiti dal faggio, mentre i versanti aridi del Monte Martica sono dominati da betulle e dal pino silvestre. Nella parte nord-occidentale si trovano ancora numerose selve castanili, testimonianze della popolazione contadina che un tempo occupò il massiccio. Gli spazi aperti sono dominati dall'ambiente rupicolo e dai prati aridi su substrato calcareo, impreziositi da primule orecchia d'orso e da decine di specie di Orchidee selvatiche, come vesparia, moscaria e Gentiana pneumonanthe.
Regione Lombardia ha censito al suo interno 15 "monumenti verdi",  in base a criteri di monumentalità dimensionale, architettonica e paesaggistica:
1. Tiglio d’Orino
2. Faggio “Funtana dell’Avucatt” di Cuvio
3. Castagno nel prato sopra Castello Cabiaglio
4. Castagno nella selva castanile di Cà d’Asan a Castello Cabiaglio
5. Castagno sul terrazzamento sopra Brinzio
6. Castagno del prato di Preciuso a Brinzio
7. Gruppo di Taxodium distichum nella torbiera di Paù Major a Brinzio
8. Coppia Faggio - Castagno di Brinzio
9. Pioppo Nero del Laghetto di Brinzio
10. Faggio di Velate
11. Castagno sul sentiero 10 tra Velate e il Poggio di Luvinate
12. Castagno del Poggio di Luvinate
13. Gruppo di castagni a Casa Zambella a Luvinate
14. Filare di Castagni di Comerio
15. Castagno al laghetto Motta d’Oro di Comerio

## Fauna

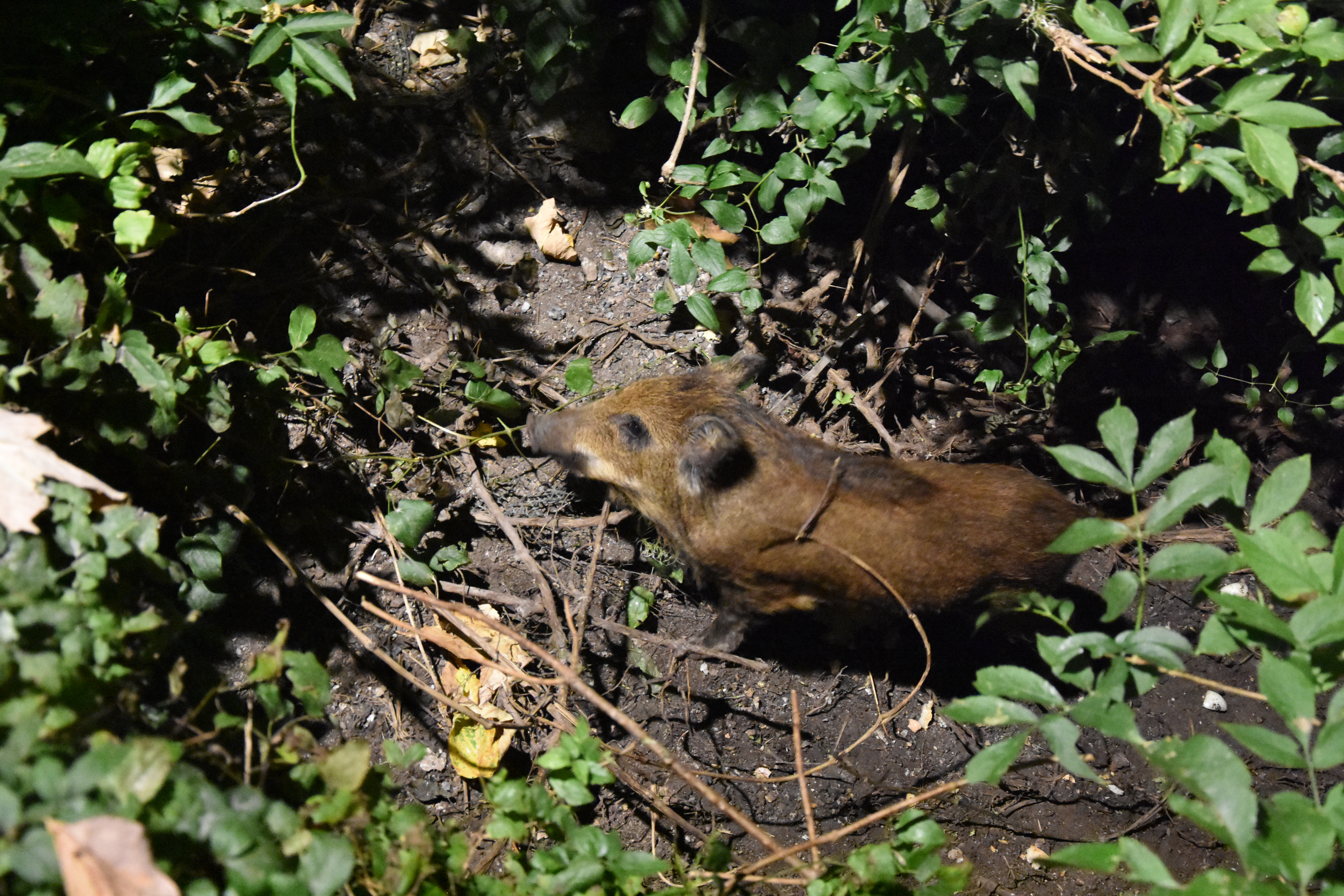
Giovani cinghiali selvatici nei boschi antistanti il Piazzale del Mosè a Santa Maria del Monte

I boschi della Riserva ospitano due tra i più maestosi ungulati, il cervo ed il capriolo, oltre a decine di altre specie come il cinghiale, in rapida via di espansione, la volpe rossa, la lepre, la faina, il tasso, lo scoiattolo rosso, il ghiro, la puzzola. Diversi sono anche i rapaci presenti: alcuni stanziali come il nibbio bruno, il falco pecchiaiolo, la poiana, lo sparviero, l'astore ed il falco pellegrino, altri in migrazione, biancone e falco di palude. Di notevole importanza è la presenza di un gran numero di varietà di chirotteri, tanto che la Cee ha finanziato un programma di conservazione. Tra gli invertebrati è presente il Duvalius ghidinii, un coleottero endemico della parte sommitale del massiccio. Sono presenti inoltre salamandre, rane, topi. Sono presenti diversi serpenti non pericolosi tra cui alcune bisce d'acqua, e la vipera comune, alla quale conviene fare attenzione ma senza allarmismi. Nei ruscelli si possono trovare trote e vari invertebrati che dimostrano la purezza dell'acqua.

## Storia
Storicamente, il Campo dei Fiori è "la montagna dei varesini ": per via della vicinanza al centro di Varese e dell'estrema rapidità con cui se ne possono raggiungere i crinali, è una delle località di turismo più popolari del territorio. Da fine 1800 fino agli anni 1950 si saliva alla montagna con una rete di tramvia e funicolare; per i turisti più facoltosi era a disposizione il Grand Hotel Campo dei Fiori, monumentale struttura in stile liberty opera dell'architetto Giuseppe Sommaruga. Con la diffusione dell'automobile, l'attenzione turistica si è spostata sulle montagne alpine, facendo perdere fascino ed importanza al Campo dei Fiori (che subì anche la chiusura di buona parte delle strutture ricettive). Per rilanciarne l'immagine, valorizzandone le notevoli ricchezze naturalistiche, storiche ed architettoniche, l'amministrazione regionale lombarda, d'accordo con le autonomie locali, decise verso la fine degli anni 1970 di proteggere tutta l'area includendola in un Parco Naturale Regionale. Il progetto si concretizzò nel 1984.
Il Parco ha da allora notevolmente esteso il suo territorio ed ampliato le sue finalità, rivelandosi uno strumento formidabile per la promozione turistica e la salvaguardia del suo territorio. La sede del Consorzio di gestione, all'inizio posta a Luvinate, fu poi trasferita a Brinzio, l'unico comune a quel tempo totalmente incluso nel territorio del Parco.
Nel Parco Campo dei fiori si svolgono numerose manifestazioni sportive, la più nota le Tre Valli Varesine, ma anche gare podistiche di richiamo internazionale. Varese è terra di ciclismo, naturale che chi pratica mountain bike abbia trovato terreno fertile tra gli innumerevoli sentieri che si snodano dal lago di Varese alla cima del Campo dei fiori Oltre mille metri di dislivello, da nord a sud, da est a ovest del complesso montuoso. All'interno del parco ci sono 20 sentieri mappati, ma molti di più sono quelli secondari, di collegamento o quelli usati all'inizio del secolo per trasportare a valle la legna ed oggi ripristinati.
Alcuni dei sentieri più significativi sono:
SENTIERO 10A 10B 10C un periplo del Campo dei fiori, circa 35km percorribile sia a piedi che in mtb
SENTIERO 1 dal Sacro Monte al Forte di Orino. la parte più suggestiva è dal belvedere (sotto l'osservatorio) al forte di Orino. Circa 8km di straordinario panorama sulla pianura padana, sulle Alpi ( Monte Rosa, Cervino, Monviso), sul lago Maggiore , sulle alpi Svizzere. Arrivati al forte di Orino si apre la vista sul versante Nord verso la Svizzera e la Valtellina
SENTIERO 13 la direttissima da Gavirate (260 mt) al Forte di Orino (1260mt)
SENTIERO 17 da Cocquio Trevisago al Forte di Orino: il più amato da chi pratica mountain bike
SENTIERO 4 e 5 posti nel versante nord che collegano il Forte di Orino al Brinzio e alla Rasa di Varese
Anche il Monte Martica fa parte del complesso del C.d.F. è percorribile sino alla cima grazie ad una strada militare ed è collegato al monte Chiusarella. Numerosi sentieri sia mappati che di collegamento attraversano il Monte Martica collegando Varese, Brinzio sino alla Valganna. All'inizio del 2019 è scoppiato un incendio che è partito dalla Rasa di Varese ed ha percorso il versante sud per raggiungere la Valganna nel versante nord. 
Il 25 ottobre 2017 un rogo è divampato nei boschi all'interno del parco e, nonostante il coinvolgimento di centinaia di volontari, protezione civile, GEV (guardie ecologiche volontarie) e forze dell'ordine per lo spegnimento dell'incendio, sono stati necessari diversi giorni per contenere l'emergenza.
Le Guardie Ecologiche Volontarie del Parco Campo dei Fiori svolgono quotidianamente manutenzione, vigilanza, informazione, controllo della flora e della fauna organizzano gite a piedi e in mountain bike.

## Patrimonio storico

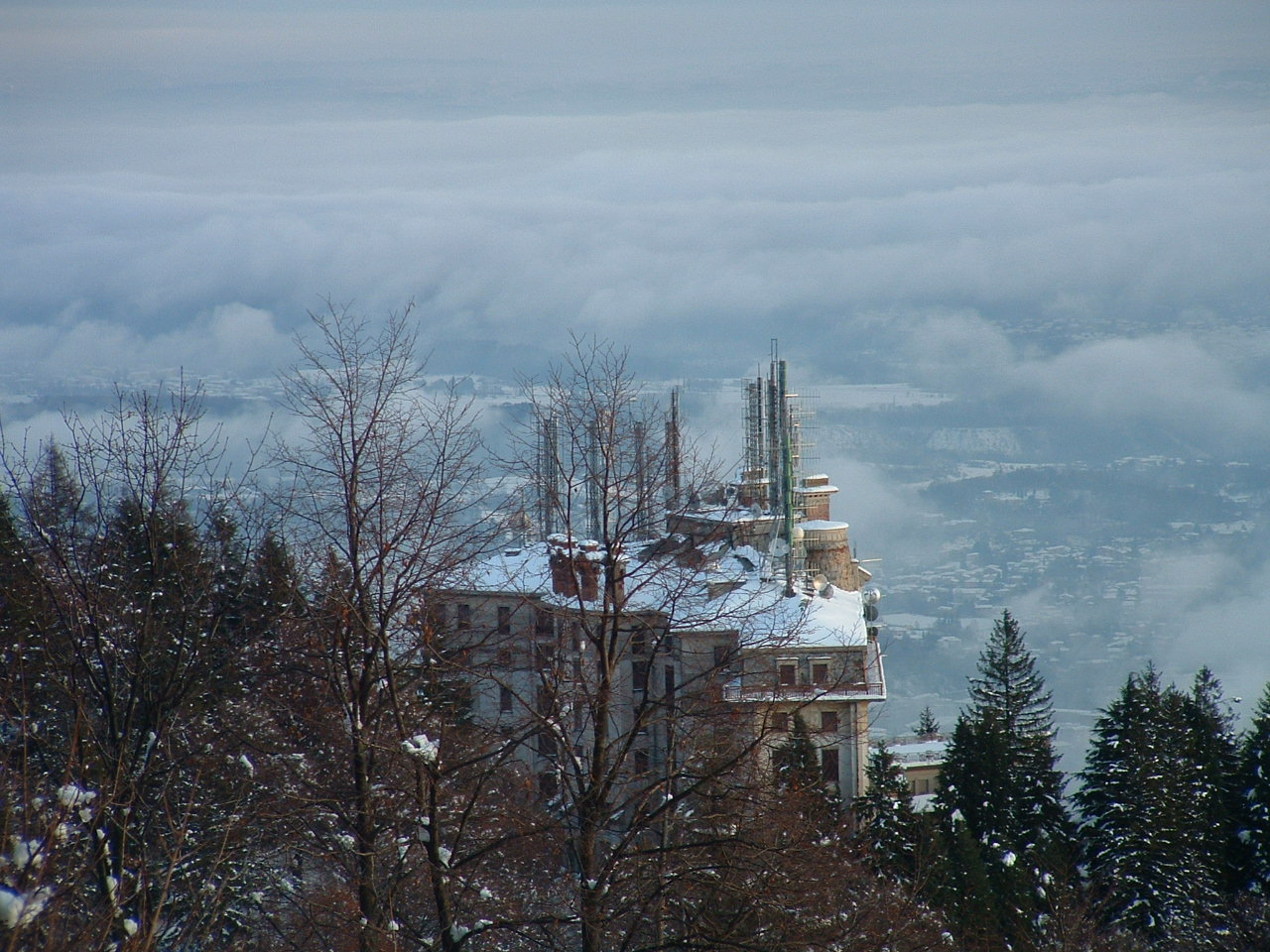
Il Grand Hotel Campo dei Fiori ripreso in una giornata invernale, con Varese sullo sfondo.

Nel territorio coperto dal Parco si trovano importanti complessi storico-architettonici, tra cui spiccano il Sacro Monte di Varese (importante santuario dedicato alla Madonna nera, dichiarato Patrimonio dell'Umanità UNESCO) ed un notevole insieme di edifici in stile liberty di grande pregio, tra i quali svetta per maestosità il Grand Hotel Campo dei Fiori (con annesso Ristorante Belvedere). Da menzionare è altresì la vetta delle "Tre Croci", una delle più alte del massiccio, che trae il suo nome dall'altare ivi posto nel 1600, e da allora più volte rinnovato, a memoria del sacrificio di Gesù Cristo sul Golgota.

## La Cittadella
Sulla Punta Paradiso (1226 m), è stata costruita nel 1956 la "Cittadella di Scienze della Natura Salvatore Furia" che comprende l'Osservatorio Astronomico "G.V. Schiaparelli", il Centro Geofisico Prealpino, con le stazioni meteorologiche e l'Osservatorio Sismologico, il Parco "L. e M. Zambeletti" e il Giardino Botanico "R.Tomaselli". La Cittadella nasce come centro di divulgazione scientifica, gestito da volontari e dalle Guardie Ecologiche Volontarie.